# 1591

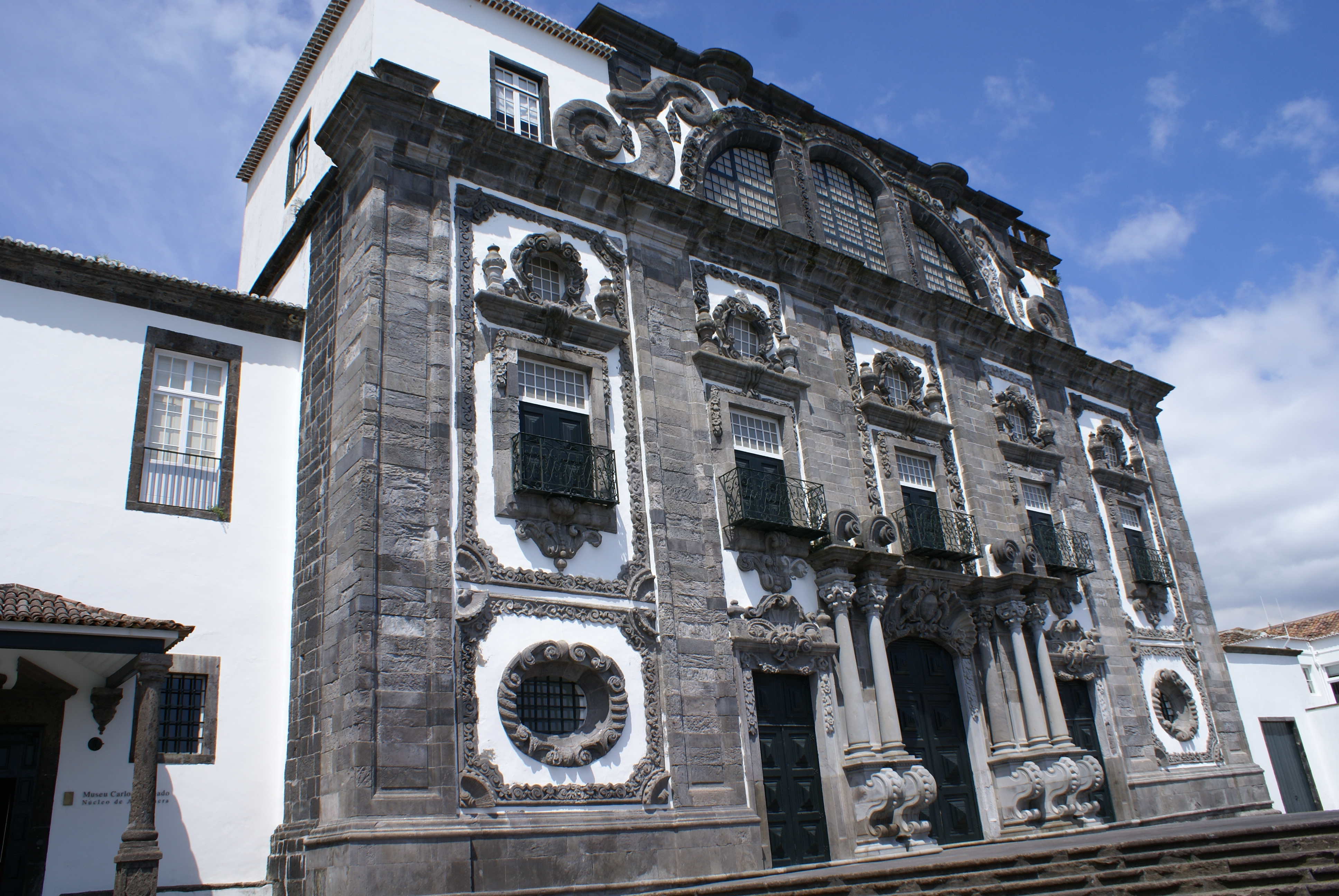
Igreja e Colégio de Todos os Santos, Ponta Delgada, Ilha de São Miguel, Açores.

- Wikisource

| Calendário gregoriano                                                        | 1591 MDXCI                          |
| Ab urbe condita                                                              | 2344                                |
| Calendário arménio                                                           | 1040 – 1041                         |
| Calendário bahá'í                                                            | -253 – -252                         |
| Calendário budista                                                           | 2135                                |
| Calendário chinês                                                            | 4287 – 4288 Início a 25 de janeiro  |
| Calendário copta                                                             | 1307 – 1308                         |
| Calendário etíope                                                            | 1583 – 1584                         |
| Calendários hindus - Vikram Samvat - Calendário nacional indiano - Cáli Iuga | 1646 – 1647 1512 – 1513 4691 – 4692 |
| Calendário Holoceno                                                          | 11591                               |
| Calendário islâmico                                                          | 999 – 1000                          |
| Calendário judaico                                                           | 5351 – 5352                         |
| Calendário persa                                                             | 969 – 970                           |
| Calendário rúnico                                                            | 1841                                |
| Calendário solar tailandês                                                   | 2134                                |

1591 (MDXCI, na numeração romana)  foi um ano comum do século XVI do actual Calendário Gregoriano, da Era de Cristo, a sua letra dominical foi F (52 semanas), teve início a uma terça-feira e terminou também a uma terça-feira.
| Ano completo                       |
| ---------------------------------- |
| Ano comum com início à terça-feira |

## Eventos
- Thomas Cavendish, pirata inglês, saqueia e incendeia as vilas de Santos e São Vicente (São Paulo) na capitania de São Paulo, Brasil.
- Terramoto na ilha do Faial e na ilha Terceira, Açores.
- Estabelecimento dos Jesuítas na ilha São Miguel e fundação do Colégio de Todos os Santos em Ponta Delgada, ilha de São Miguel.
- Edificação da Ermida de Nossa Senhora da Guadalupe da Ribeira Grande, ilha de São Miguel.
- Erupção vulcânica perto de Vila Franca do Campo, ilha de São Miguel.
- O Marquês de Santa Cruz derrota a frota militar portuguesa sedeada em Angra que o confronta junto do ilhéu da Mina, frente à actual freguesia do Porto Judeu.
- 23 de Março - Instituição da Procissão de Passos pela Santa Casa da Misericórdia de Ponta Delgada, ilha de São Miguel.
- Setembro - Naufrágio de uma frota total de 12 embarcações de origem espanhola que afundaram açoitadas por uma tempestade próximo à costa da ilha Terceira, a maior parte delas nas imediações da Praia da Vitória, entre os registos encontra-se a nau "Santa Maria del Puerto", a nau de "Sanchez Barragan", e a nau de Pedro Milanes, o "Revenge" afundou na mesma altura e lugar uma nau inglesa de 40 canhões de bronze e um flibot holandês, denominado em português "Pomba Branca".
- 4 de Outubro - Nomeação de Francisco Botelho no cargo de provedor da fazenda dos Açores.

## Nascimentos
- 15 de Agosto - Luísa de Marillac, educadora, religiosa, santa católica (m. 1660).

## Mortes
- 25 de Fevereiro - Thomas Busaeus, Reitor do Colégio dos Jesuítas de Tartu (n. 1550).
- 04 de Maio - Hugo Donellus, humanista e jurisconsulto francês (n. 1527).
- 21 de Junho - Luís de Gonzaga, religioso italiano e santo da Igreja Católica (n. 1568).
- 24 de Agosto - Gaspar Frutuoso, historiador, humanista e sacerdote português (n. 1522).
- 16 de Outubro - Papa Gregório XIV (n. 1535).
- 14 de Dezembro - São João da Cruz, frade carmelita espanhol (n. 1542).
- 30 de Dezembro - Papa Inocêncio IX (n. 1519).

## Epacta e idade da Lua
| Epacta gregoriana | 5       |
| Idade da Lua      | Letra e |